# Britannia (strokartonfabriek)

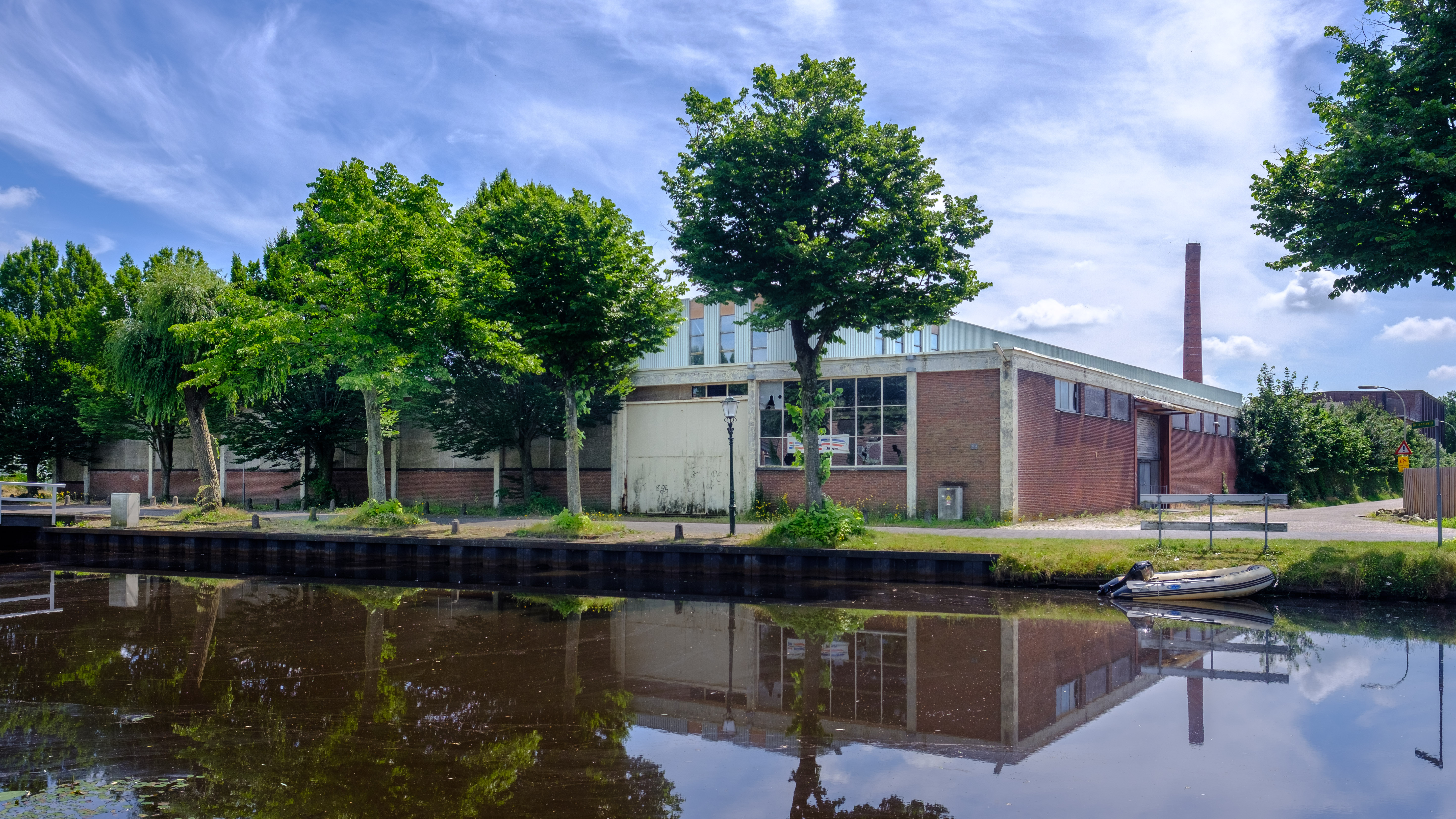
Het voormalige fabrieksgebouw van Brittania gezien over het Pekelderdiep

De Britannia was een strokartonfabriek in Oude Pekela.

## Voorgeschiedenis
In oktober 1912 verschenen berichten in Oude Pekela dat pogingen werden aangewend om in deze plaats nog een strokartonfabriek te stichten. De heren Free en Co. zouden bezig zijn hiervoor een geschikt terrein te vinden teneinde tot de bouw daarvan te kunnen overgaan. Dat zou dan de negende strokartonfabriek in deze plaats worden. Een maand later werd aan de Winschoter Courant gemeld dat Elso Free uit Oude Pekela van de heer B. Meijer de boerderij was aangekocht die toen van deze gehuurd werd door de heer Sutman. Dit perceel, tezamen met het eveneens aangekochte land van de heer J.G. Heeres aldaar, zou dan bestemd zijn voor de oprichting van een strokartonfabriek, die in grootte de hier reeds bestaande fabrieken zou overtreffen. Op deze nieuwe kartonfabriek, die in de herfst van 1913 gereed was, konden 80-100 vaste werklieden worden geplaatst. De nieuwste machines werden er in opgesteld. Op 7 april 1913 werd bij notaris Fontein te Winschoten de oprichtingsakte gepasseerd van de nieuwe strokartonfabriek die “Britannia” ging heten. Als directeuren van de fabriek gingen fungeren de heren Elso en zijn zoon Heiko Free. Door de directie van de fabriek werd, onder architectuur van de heer M. Hoff uit Veendam in juni van dat jaar de onderbouw voor een ongelijkarmige tramdraaibrug, nabij de te bouwen fabriek, over het Pekelderdiep aanbesteed. De werkzaamheden werden gegund aan M. Kuiper en Derk Bruintjes aldaar, voor ƒ 4.499,– terwijl de bovenbouw van de brug onderhands werd opgedragen aan de grofsmid Willem Jans Zwalve uit Oude Pekela voor ƒ 3.340,–.

## De fabriek in werking
De “Britannia” werd halverwege oktober 1913 in werking gesteld. Het scheen met de kartonindustrie in Oude Pekela erg florissant te gaan. Behalve de inwerkingstelling van de “Britannia” werd ook de Union spoedig daarna geheel verbouwd. Een werk dat veel tijd en geld ging kosten. De fabriek had in 1914 een weekcapaciteit van 280 ton karton.
Maar de periode van “voor de wind” gaan werd in 1915 en volgende jaren gevolgd door tegenslag op tegenslag. Halverwege 1917 werd de fabriek stilgezet. In augustus van dat jaar volgde ontslag voor 30 arbeiders. Een jaar later werd de fabriek weer in werking gesteld. Maar niet voor lang. Met ingang van 1 november 1918 werden de fabrieken “Britannia” en “Free & Co.” opnieuw stopgezet en werden ongeveer 70 personen ontslagen. In december van dat jaar gingen de arbeiders weer aan de slag. Maar vóór het werk weer te hervatten, eisten zij hogere lonen. Waarschijnlijk werden de werkzaamheden spoedig hervat, maar in 1921 begon de misère opnieuw. De fabriek “Britannia” te Oude Pekela, waarin de laatste weken nog werd doorgewerkt, werd stopgezet. De fabriek had toen ongeveer 140 kartonbewerkers in dienst. In 1924 sprong op de fabriek een cilinder waardoor de fabriek stil kwam te staan en de arbeiders voorlopig naar huis werden gestuurd. Gelukkig deden zich geen persoonlijke ongelukken voor. Hetzelfde jaar traden de heren Elso Free senior en zijn zoon Heiko af als directeuren van de fabriek en werden zij in 1925 opgevolgd door de heer Johannes Tuzee. Tot boekhouder werd in dat jaar benoemd Theodoor Jacobus Lindemann.
Op 3 januari 1926 was het een halve eeuw geleden dat Elso Free, de bekende industrieel uit Oude Pekela, zich aldaar vestigde. Free kwam van Heisfelde, bij Leer, om voor de firma Heuer te Leer  de  machines  in  bedrijf  te  brengen  voor  de  toen  gebouwde  strokartonfabriek Aastroom. Men kon hier met die machines niet overweg. Doch Free was er spoedig klaar mee, zodat de fabriek haar werk kon aanvangen. Onder leiding van Free werd vervolgens de Union gebouwd, die door hem 20 jaren lang met succes werd geëxploiteerd. Daarna werd  door  hem  de  fabriek  Free  &  Co. gebouwd  en  geëxploiteerd, terwijl ook de Britannia door hem gebouwd en mee geëxploiteerd werd. Ook de Albion heeft Free mee helpen bouwen. Met recht kan worden getuigd, dat hij mee de grondlegger is geweest van de kartonindustrie te Oude Pekela en door zijn energie en inzet in zaken, zeer veel heeft bijgedragen tot de bloei en de hoge vlucht die deze industrie in de loop van de jaren heeft genomen. Ondanks zijn 74 jaar, was Free nog steeds vol ijver werkzaam aan de fabriek Free & Co. Hij stond steeds op goede voet met zijn werkvolk en was in Oude Pekela zeer populair. Hij heeft zich door zijn energieke arbeid zeer verdienstelijk gemaakt, ook voor het algemeen belang.
In 1927 volgde opnieuw een tegenslag. In dat jaar werd de elektrische los- en laadinrichting bij de fabriek geheel door brand verwoest. Het jaar daarop werd een geheel ijzeren, overdekte stroloods, lang 80 en breed 27 meter voor rekening van de fabriek gebouwd door de smid Willem Jans Zwalve, de overbuurman van de “Britannia”.
In 1932 werd door de directeuren van de strokartonfabrieken Ceres en Britannia te Oude Pekela, in samenwerking met de heer Jan Kruijer, architect te Nieuwe Pekela, na veel zoeken gelukt een vinding te doen op het gebied van een soort luchtkap boven papierbanen van strokartonfabrieken, gebaseerd op natuurlijke trek van afvoer van damp en zodanig dat eventuele neerslag (druppelvorming) geen plaats had. De directeur van de strokartonfabriek Ceres heeft de heer Kruijer de gelegenheid gegeven om onder diens leiding een nieuwe luchtkap in praktijk te brengen volgens het nieuwe systeem. Toen de zaak voltooid was en alles onderzocht was, bleek dat alles aan de te stellen eisen  voldeed,  zeer  ten  genoegen  van  de  directeur  van  de  fabriek  en  van  de  heer  Kruijer,  onder wiens  leiding  de  zaak  was  uitgevoerd.  Een  afzonderlijke  luchtkap  volgens  hetzelfde  systeem werd aangebracht bij de kartonfabriek Britannia te Oude Pekela en met goedvinding van de heer Kruijer twee stuks geplaatst bij de kartonfabriek De Dollard te Nieuwe Schans. Destijds een prachtige, technische verbetering voor de papierbanen van de strokartonfabrieken.
In 1951 werden door de “Britannia” in het uitbreidingsplan “Noord” te Oude Pekela 14 huizen gebouwd, bestemd voor werknemers van de fabriek.
Tien jaar later, in 1961, vond een korte staking plaats bij o.a. de “Britannia”. Aanleiding waren de arbeidsvoorwaarden.
Op 1 december 1963 nam de heer Tuzee afscheid als directeur van de strokartonfabriek., na deze functie bijna 40 jaar te hebben vervuld. Zijn opvolger bij de fabriek werd Jan Jacobus Osté. Na een kortstondige ziekte overleed 31 december 1964 Theodoor Jacobus Lindemann, in leven boekhouder, procuratiehouder en algemeen verkoopleider van “Britannia”. De heer Lindemann was in Oude Pekela en in de wereld van de strokartonindustrie een bekende persoonlijkheid.
In april 1965 verlamde een wilde staking de strokartonindustrie te Oude Pekela. Ook op de fabriek “Britannia” werd het werk neergelegd.

## Herstructurering in de strokarton
In september 1965 werd in een buitengewone, algemene vergadering van aandeelhouders besloten over te gaan tot een fusie tussen de strokartonfabriek “Britannia” en De Kroon eveneens uit Oude Pekela. De nieuwe vennootschap zou Verpak N.V. (Verenigde Papier- en Kartonfabrieken) gaan heten.
In Oude Pekela overleed op 24 februari 1966 Jan Jacobus Osté, in leven directeur van de “Britannia” en de “Verpak”.
Nog steeds had de kartonindustrie te maken met tegenslagen. Evenals in januari 1967 zou de “Britannia” in februari van dat jaar de productie beperken. Het aantal werknemers dat hierdoor op wachtgeld kwam, bedroeg ruim 100.
In 1970 werd bekend dat, teneinde in de toekomst in staat te zijn het hoofd te kunnen bieden aan de groter wordende concurrentie uit het buitenland en voorts om voor het eigen bedrijf meer mogelijkheden te creëren in de EEG, de papier- en kartonfabriek Verpak N.V. te Oude Pekela en de golfkartonfabriek  Zuid-Nederlandse  Handelsmaatschappij  v/h   A.  van  Dam  N.V.  te Helmond,  een fusie  zouden aangaan.  In A. van Dam N.V. zat tevens de  N.V.  Kartonnagefabriek  Van  Opstal  Atlanta in Tilburg.  Ook  deze  twee  bedrijven fuseerden in 1965.
In Oude Pekela ontstonden in september 1970 weer moeilijkheden in de strokarton. Bij de “Union” en de “Britannia” was  het  werk  al  neergelegd.  Aanleiding was  de  uitkering  van  een  bedrag  van  ƒ  400,-  per werknemer. In hetzelfde jaar werd een grote, open loods bij de “Britannia”, waarin ongeveer 3.000 ton oud papier lag, geheel door brand verwoest. De schade werd geraamd op ongeveer ƒ 400.000,–.
In 1974 fuseerde Verpak met Scholten carton tot KAPPA.
Op 22 september 1975 overleed in het St. Lucasziekenhuis te Winschoten op de leeftijd van 77 jaar Johannes Tuzee, oud-directeur van de “Britannia”. Onder het directeurschap van Tuzee onderging de fabriek belangrijke uitbreidingen. In de vijftiger jaren werd een nieuwe kartonmachine en tien jaar later een nieuwe papiermachine aangeschaft. Ook werd met de verwerking van oud-papier begonnen.
Vanaf 1977 werd KAPPA onderdeel van KNP (Koninklijke Nederlandse Papierfabriek).
De nog drie karton producerende bedrijven in Oude Pekela (KNP De Kroon, Triton Karton Pekela en Kappa Britannia) gingen in 1994 samen tot één nieuwe onderneming onder de naam Attica. Het  nieuwe  bedrijf telde ongeveer  230  werknemers. De  drie  bedrijven  waren  al  werkmaatschappijen onder de KNP  en Bührmann-Tetterode. Attica ging zich geheel toeleggen op de productie van specialiteitenkarton,   dat   werd   toegepast   bij   onder   meer   spel-   en   puzzeldozen   en   luxe geschenkverpakkingen.  Belangrijke  afzetmarkten waren  de Benelux, Duitsland, Frankrijk  en Engeland.
In 1997 werd bekend dat de “Benjamin”  van  de  (stro)kartonindustrie  in  Oude  Pekela,  de  in  1913  opgerichte fabriek Britannia, binnenkort zou sluiten.

## Directeuren van de “Britannia”
- 1913-1924 Elso Free
- 1913-1924 Heiko Free
- 1925-1963 Johannes Tuzee
- 1963-1966 Jan Jacobus Osté

## Trivia
- In 1934 vond in café  Engels  te  Oude  Pekela,  namens  de  strokartonfabriek “Britannia”,  de aanbesteding plaats van het bouwen van een directeurswoning.
- In datzelfde jaar raakte ter hoogte van de strokartonfabriek “Britannia” te Oude Pekela het stroschip van de schipper B. Kapper uit die plaats in brand. Oorzaak hiervan was dat kwajongens het schuim, afval van de strokartonfabrieken en waarin gassen zitten, in brand hadden gestoken.
- In 1969 werd toestand  van het Pekelderhoofddiep  te  Oude  Pekela onhoudbaar.  Schrikbarend was de grote hoeveelheid afval die er in werd gegooid door de bewoners. Dit alles werd nog overstelpt door een dikke laag blubber van de fabrieken, die toen enkele decimeters dik was. Scheepvaart was vrijwel niet meer mogelijk en slechts met zeer veel moeite kon de kleipraam voor steenfabriek Strating er nog door komen, maar er moesten dan ook bulldozers of grote vrachtwagens  aan  te  pas  komen  om  het  zaakje  door  de  vette  laag  te  trekken.  Hiermee  waren  soms  uren gemoeid. Vele bewoners kwamen 's nachts hun bed uit vanwege de stank die door alles heen drong. Vooral het stuk vanaf de Turfweg tot aan de strokartonfabriek “Britannia” was schrikbarend.